# Olympische Jugend-Sommerspiele 2014/Teilnehmer (Dominica)
| Gelbes Symbol für Goldmedaillen mit stilisierten Olympischen Ringen | Graues Symbol für Silbermedaillen mit stilisierten Olympischen Ringen | Braundes Symbol für Bronzemedaillen mit stilisierten Olympischen Ringen |
| ------------------------------------------------------------------- | --------------------------------------------------------------------- | ----------------------------------------------------------------------- |
| —                                                                   | —                                                                     | —                                                                       |

Die Jugend-Olympiamannschaft aus Dominica für die II. Olympischen Jugend-Sommerspiele vom 16. bis 28. August 2014 in Nanjing (Volksrepublik China) bestand aus zwei Athleten.

## Athleten nach Sportarten

### Leichtathletik
| Mädchen - Shanee Angol Speerwurf: DNS (Finale) 8 × 100 m Mixed: 38. Platz | Jungen - Camran Carbon 3000 m: DNS (Finale) 8 × 100 m Mixed: 45. Platz |